# Družetić
Družetić (em cirílico: Дружетић) é uma vila da Sérvia localizada no município de Koceljeva, pertencente ao distrito de Mačva, na região de Tamnava. A sua população era de 589 habitantes segundo o censo de 2011.

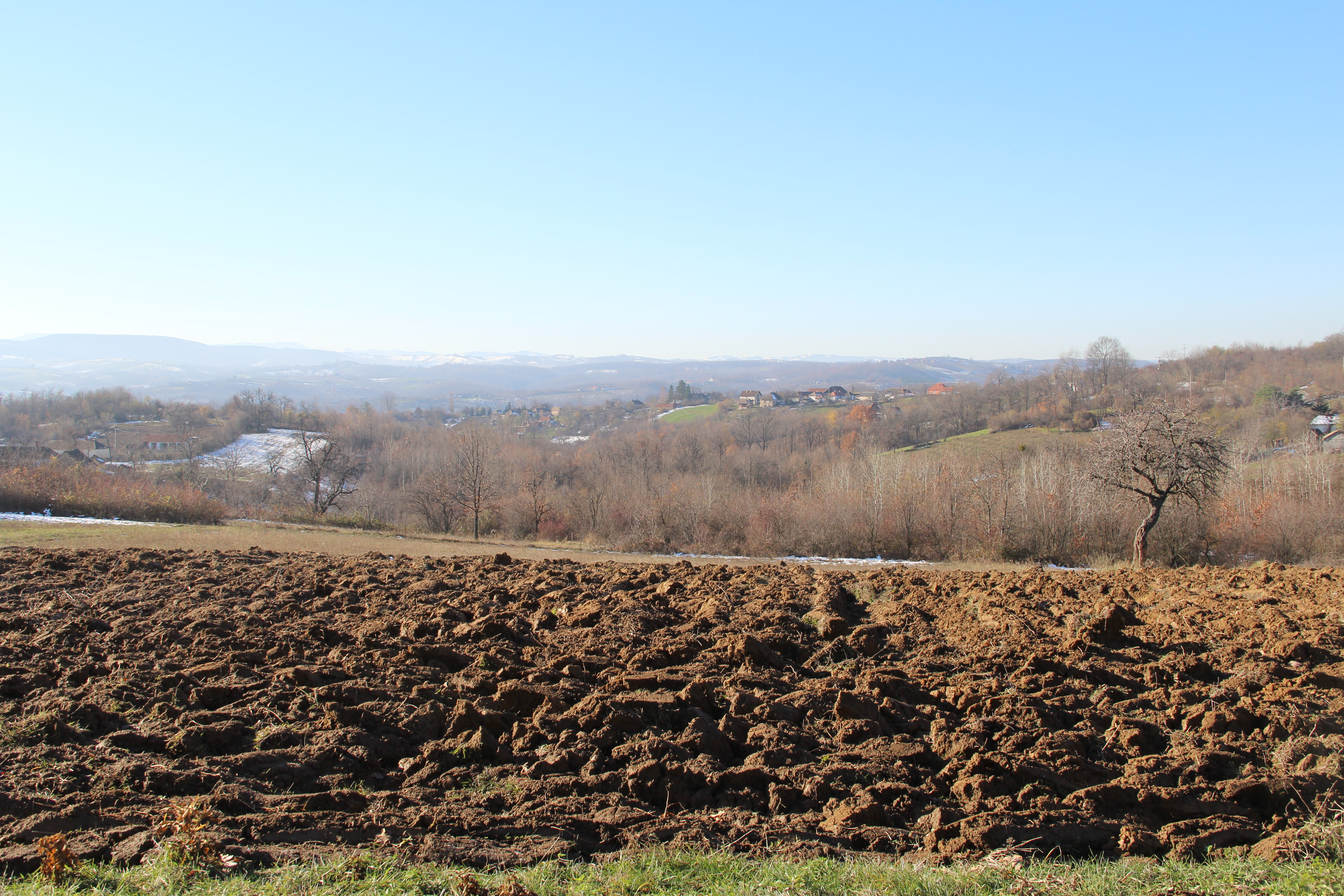
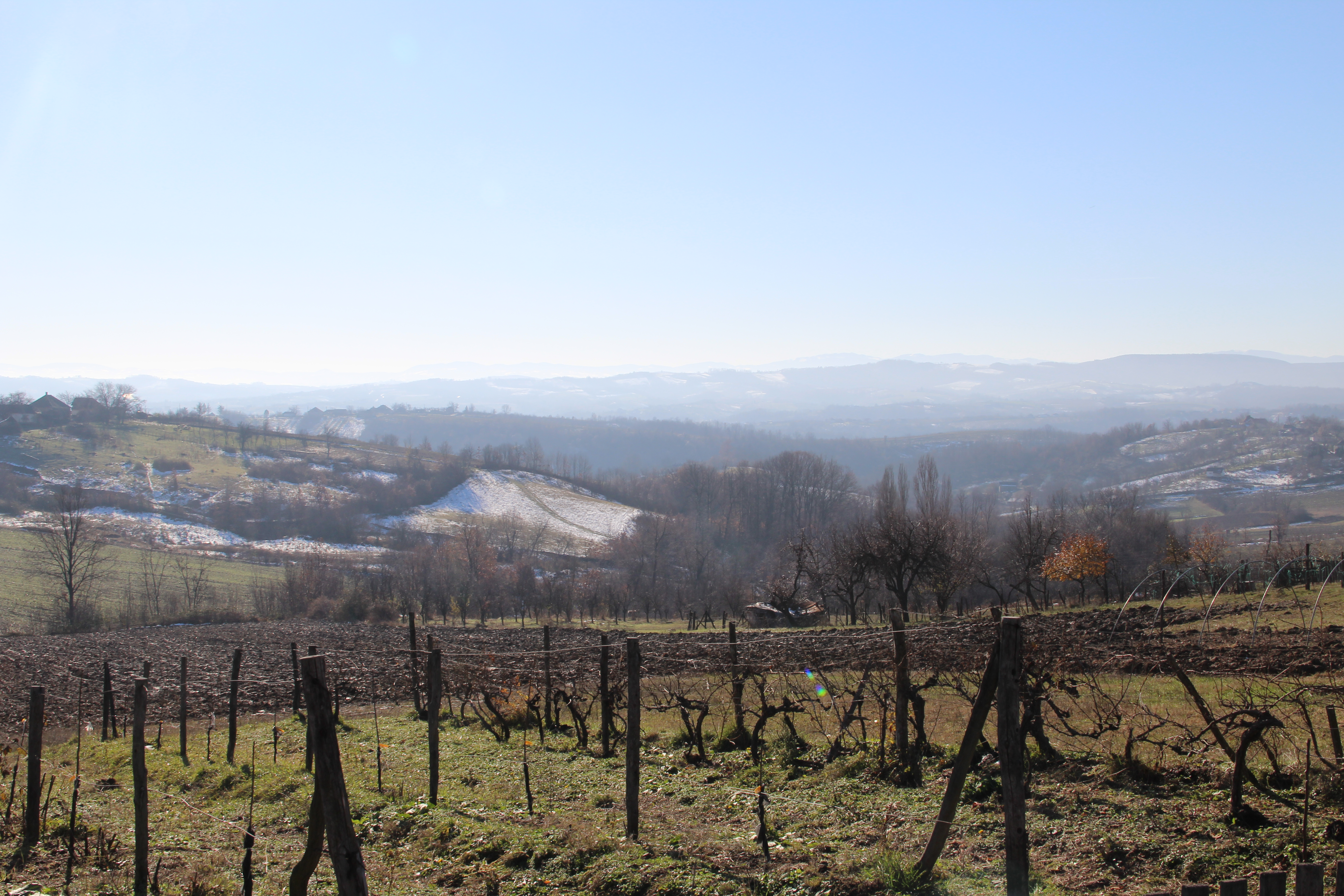
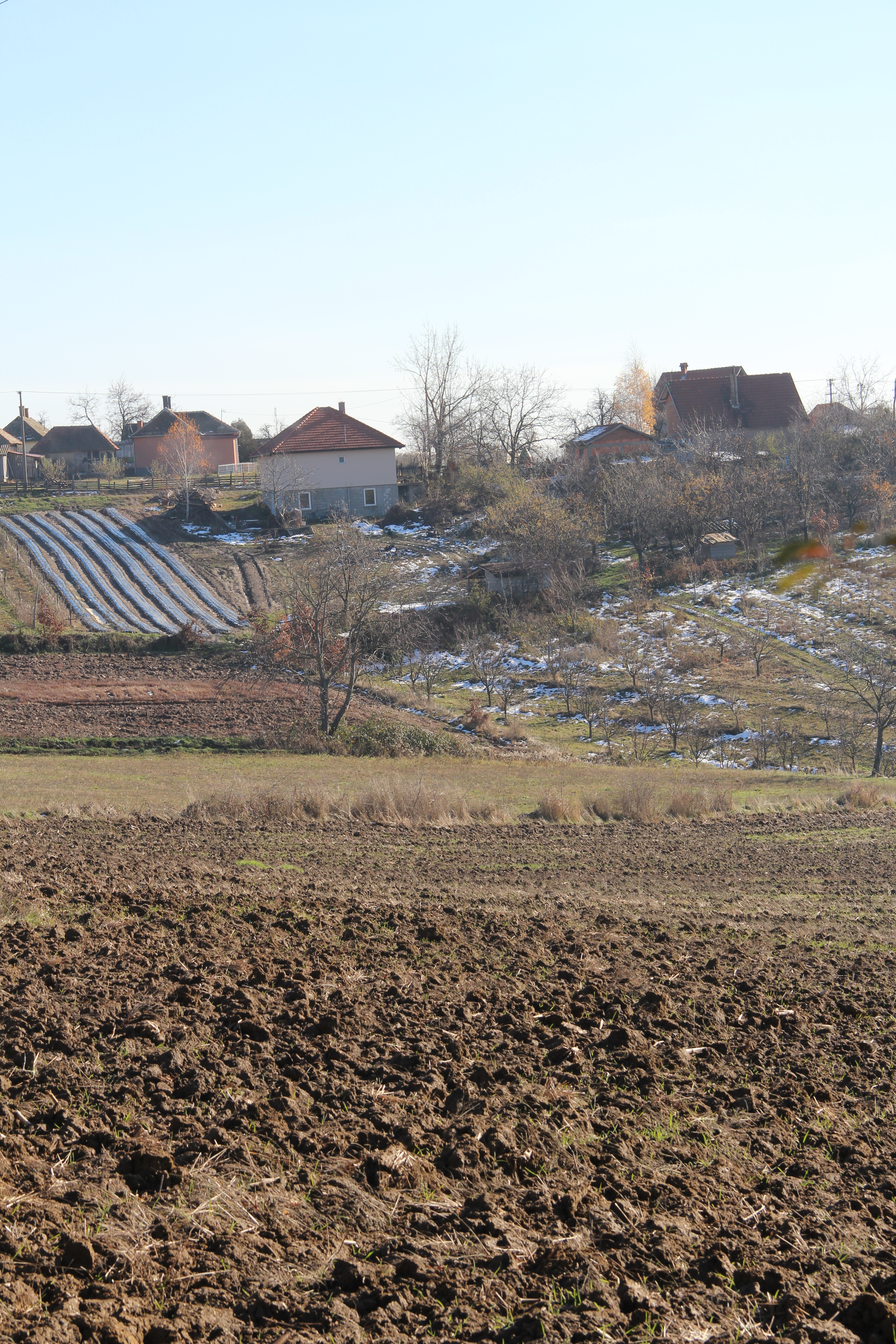
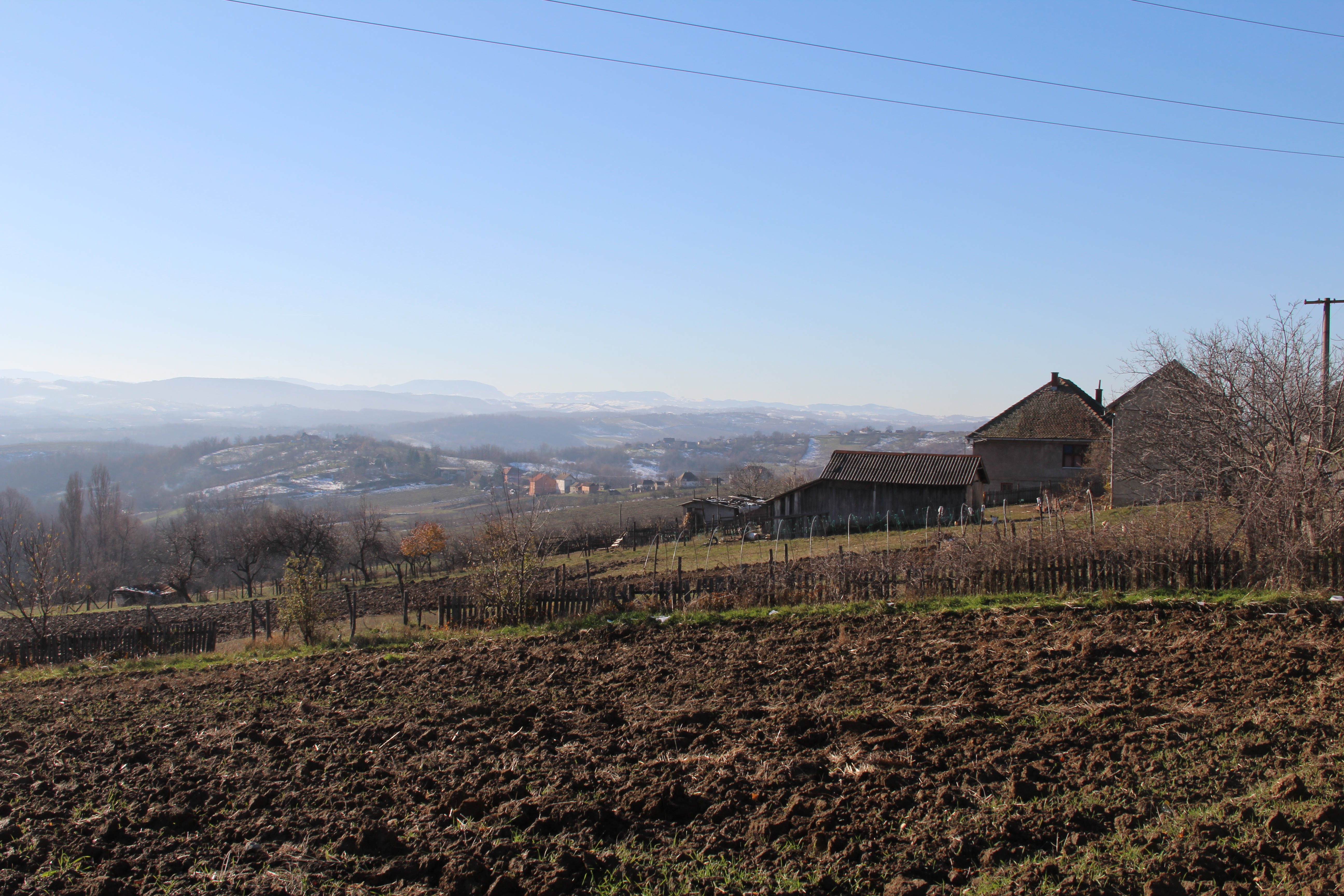
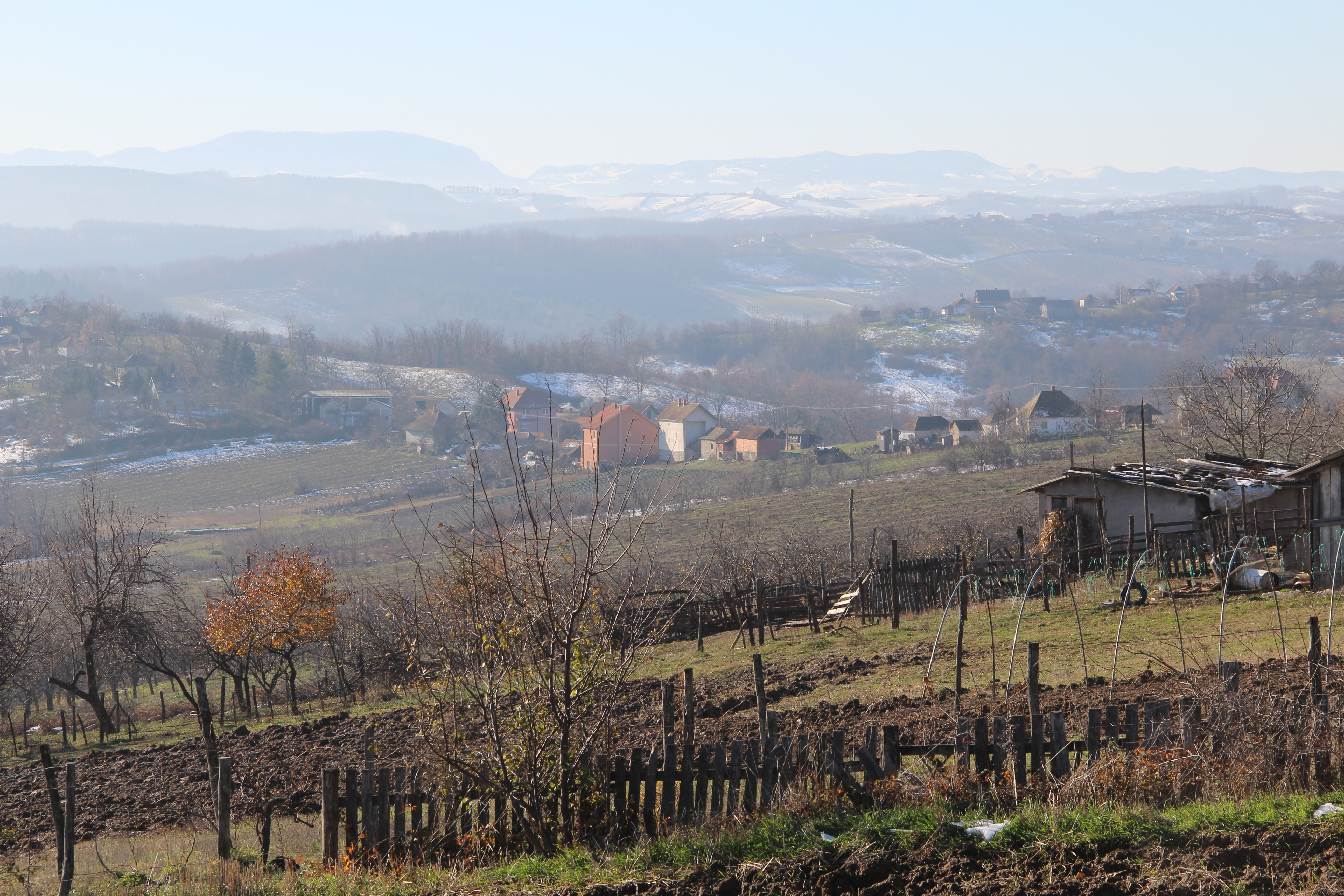
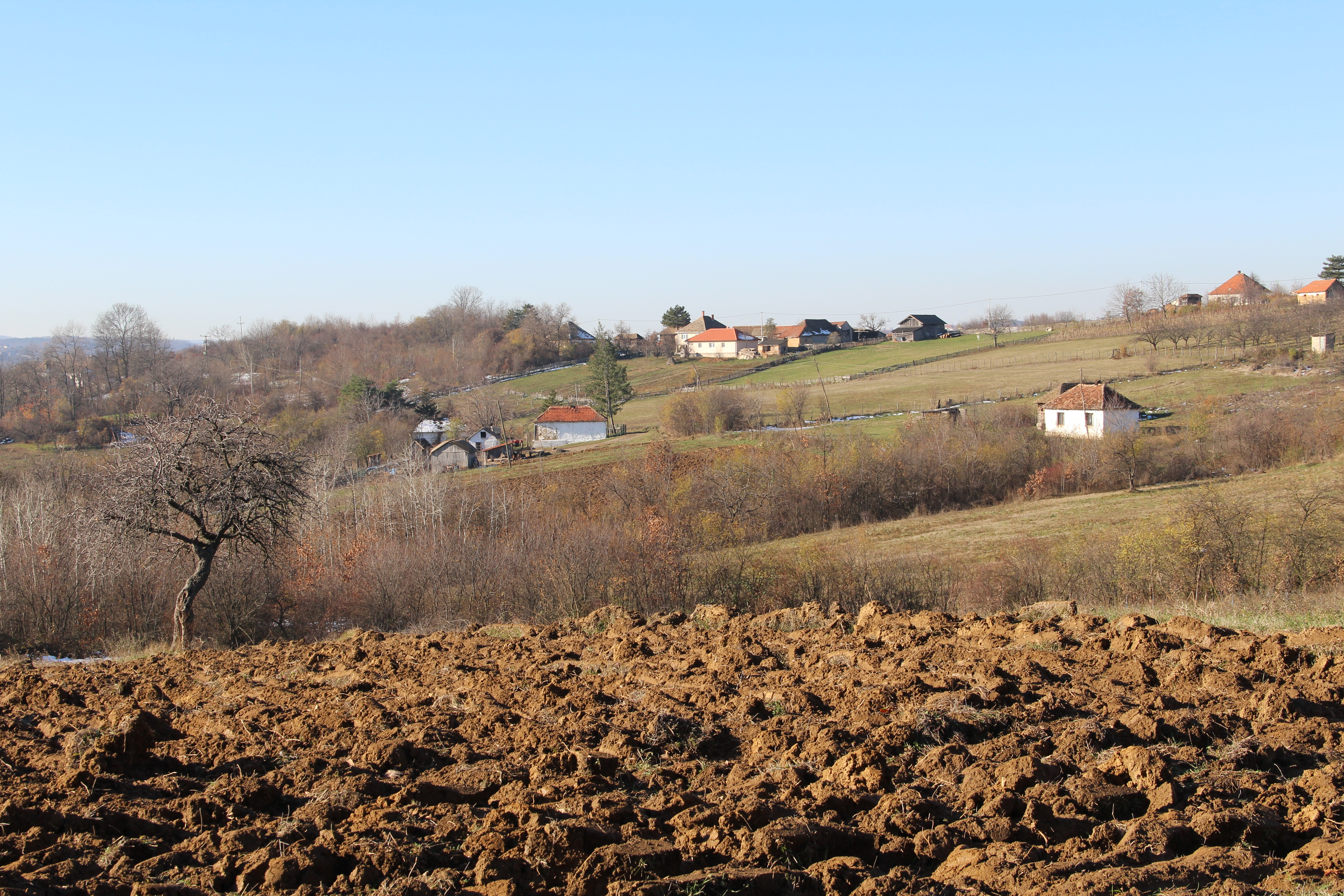
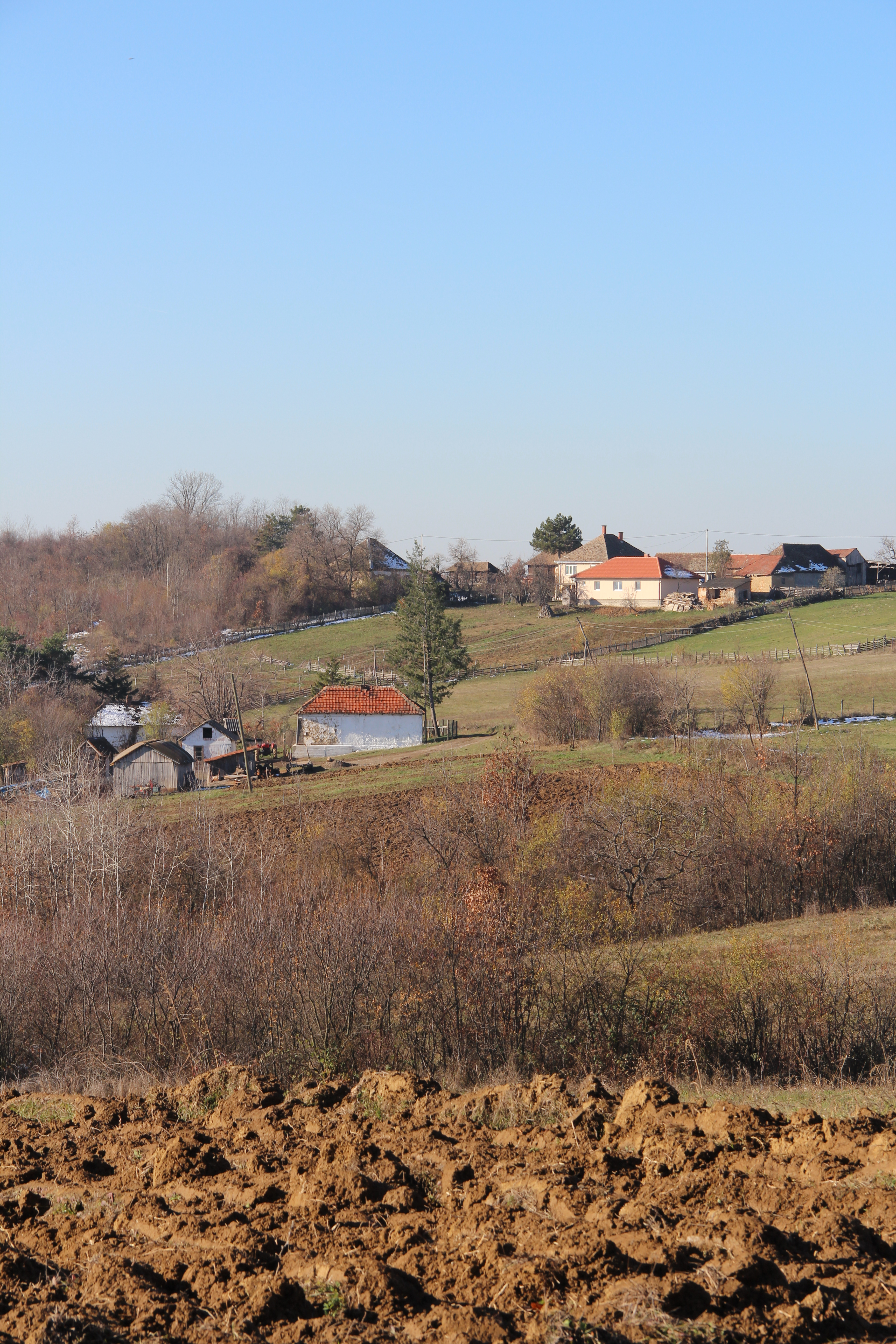
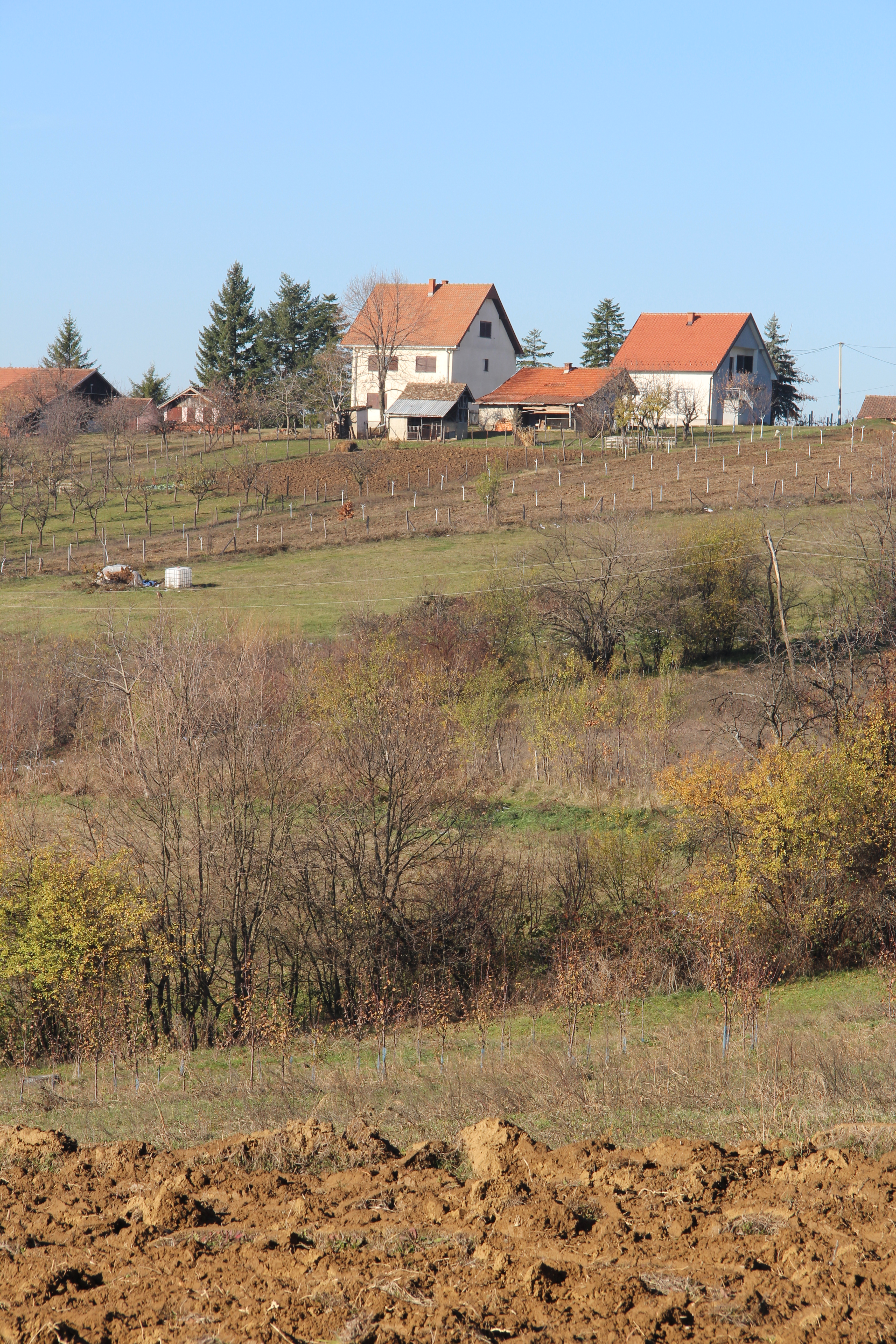

## Demografia
| 1948  | 1953  | 1961  | 1971  | 1981 | 1991 | 2002 | 2011 |
| ----- | ----- | ----- | ----- | ---- | ---- | ---- | ---- |
| 1 205 | 1 181 | 1 104 | 1 012 | 983  | 812  | 669  | 589  |